# パナソニック デバイスSUNX
パナソニックデバイスSUNX株式会社（パナソニック デバイスサンクス、英: Panasonic Industrial Devices SUNX Co., Ltd.）は、愛知県春日井市に本社を置くセンサーおよびFA機器製造メーカー。パナソニックの子会社で、パナソニックグループに属する。

## 沿革
- 1969年 - 三友技術研究所として設立。
- 1969年 - 法人改組し株式会社三友技術研究所を設立。
- 1975年 - 株式会社サンクスに商号変更。
- 1982年 - サンクス株式会社に商号変更。
- 1986年 - 名古屋証券取引所2部に上場。
- 2000年12月1日 - 社名表記をサンクスからSUNXに変更。
- 2001年 - 東京証券取引所2部に上場。
- 2004年9月1日 - 東京・名古屋両証券取引所1部に指定替え。
- 2010年10月1日 - パナソニック電工のFA機器事業を譲受し、パナソニック電工SUNX株式会社に商号変更。事業譲受の対価として新株を発行しパナソニック電工に割当交付したことで、パナソニック電工の株式保有比率は69.74%に上昇。ブランドもPanasonicに統一。
- 2012年1月1日 - グループの事業再編に伴い、パナソニックが当社の親会社となり、同時に社内カンパニーの一つであるデバイス社の所属となる。
- 2012年7月1日 - パナソニック デバイスSUNX株式会社に商号変更。
- 2015年4月1日 - グループの事業再編に伴い、社内カンパニーの一つであるオートモーティブ&インダストリアルシステムズ社傘下のファクトリーソリューション事業の所属となる。
- 2017年3月22日 - 上場廃止[1]。
- 2017年3月27日 - 株式交換によりパナソニック株式会社の完全子会社になる[1]。
- 2022年4月1日 - パナソニックの持株会社制移行に伴い、インダストリー社の事業を基に発足したパナソニック インダストリー株式会社の産業デバイス事業部の所属となった[2]。
- 2024年4月1日 - パナソニック インダストリー株式会社に対し、当社の子会社株式の保有・管理以外の全ての事業を事業承継した[3]。

## 関連会社
- パナソニック株式会社 - 親会社（同社がパナソニック電工を吸収合併したことにより親会社が変更）。
- パナソニック デバイスSUNX竜野株式会社 - 100%子会社（2012年7月1日付でパナソニック電工SUNX竜野から商号変更）。
- パナソニック デバイスSUNX九州株式会社 - 100%子会社（2012年7月1日付でパナソニック電工SUNX九州から商号変更）。
- パナソニック デバイスSUNX蘇州有限会社
- パナソニック デバイスSUNXタイ株式会社 - 100%子会社